# 第一号型敷設特務艇
第一号型敷設特務艇 （だいいちごうがたふせつとくむてい）は、日本海軍の敷設特務艇。同型艇4隻。従来型の補助として建造された漁船タイプの敷設艇で漁敷とも呼ばれる。

## 計画
第一号型掃海特務艇と同時に、同じ漁船形式の敷設艇が計画され、昭和15年度の第二次追加計画(マル臨計画)で4隻が計画された。予算は第76回帝国議会で昭和16年度臨時軍事費として成立、雑船の漁船型敷設艇として1隻2,100,000円、4隻で計8,400,000円だった。仮称艦名は第257号艦から第260号艦。計画時は雑役船だったが、建造中に敷設艇となった。
測天型敷設特務艇の補助として機雷はその約1/3の40個を搭載、しかし従来の軍港防備用ではなくて前進基地への進出を考慮して遠洋性能を重視した。このためタイプシップを農林省160噸鰹鮪船相洋丸にとった。

## 船型
船体は遠洋漁船と大きな違いはなく、構造も逓信省の規定に準じて設計された。ただ敷設任務のために漁船とは以下のような違いがあった。船首は訓練時の機雷の揚収の為に前方へ鋭く張り出し、同様の理由で舷側の揚収部分にはフレアが無く、そのため船首舷側部分にはナックルが付けられた。また船体後部は機雷敷設の為に大きく張り出し、敷設軌道を左右に1組ずつ装備した。船体幅は軌道上に機雷を搭載した場合に乗員が通行できる最小の幅になっていた。
漁船では船艙の相当する船橋前方の部分は前部が兵員室、後部が機雷庫に当てられた。前部マストには1.5トンデリック1本が装備され、機雷庫への機雷の取り入れ、取り出しと訓練時の機雷の揚収用も兼用した。また機雷を搭載しない場合は、爆雷と大掃海具が搭載可能なような汎用艇となっていた。
兵装は前部に8cm単装高角砲1門を装備したが、この程度の船型としては重武装だった。13mm連装機銃は煙突後方に装備した。大戦中に単装機銃が増備され、13mm機銃は25mm機銃に換装されたとも言われる。

## 運用
竣工時は特務艇中の敷設艇籍（第一号型）だったが、1944年(昭和19年)に新設の敷設特務艇（第一号型）へ類別変更された。大戦中は南方へ進出、3隻が戦没した。そのうち2隻が触雷による喪失だったのは皮肉であった。太平洋戦争では敷設任務より対潜任務のほうが強く求められ、建造は4隻にとどまり、終戦時に1隻が残存した。

## 同型艦
第一号敷設特務艇1942年2月28日竣工（浦賀）- 当初の艇名は第一号敷設艇。1944年2月1日敷設特務艇に類別変更し、第一号敷設特務艇に改称。1945年3月27日スマトラ島メダン沖で触雷沈没。1947年5月3日除籍。
第二号敷設艇1942年4月10日竣工（浦賀）- 1942年12月31日 スラバヤにて触雷沈没。1943年3月20日 除籍。
第三号敷設特務艇1942年6月30日竣工（浦賀）- 当初の艇名は第三号敷設艇。1944年2月1日敷設特務艇に類別変更し、第三号敷設特務艇に改称。終戦時はトラックに所在。1947年5月3日 除籍。
第四号敷設特務艇1942年8月20日竣工（浦賀）- 当初の艇名は第四号敷設艇。1944年2月1日敷設特務艇に類別変更し、第四号敷設特務艇に改称。1944年11月20日ニコバル諸島にて英潜水艦タリホーの雷撃により戦没。1947年5月3日除籍。